# Lignicida
Lignicida là một chi bướm đêm thuộc họ Erebidae.